# مقتل فيكتوريا مارتنز
عُثر على جثة فيكتوريا مارتنز (Victoria Martens) البالغة من العمر 10 أعوام بتاريخ 24 أغسطس 2016، (23 أغسطس 2006 – 24 أغسطس 2016) في مبنى سكني في البوكركي، في ولاية نيو مكسيكو. بعد الرد على مكالمة (9-1-1) بشأن نزاع داخلي في إحدى المنازل، اكتشف ضباط الشرطة بقايا مارتنز مُقطّعة أجزائاً ومُغطاة ببطانية مُحترقة داخِل شقة والدتها. قُبض على والدة الضحية «ميشيل مارتنز» البالغة من العمر 35 عامًا مع صديقها فابيان جونزاليس (31 سنة) وابنة عمه «جيسيكا كيلي»، البالغة من العمر 31 عامًا، في مكان الحادث ووجهت إليهم تُهمة القتل من الدرجة الأولى، وإساءة معاملة الأطفال، مما أسفر عن أضرار جسدية أو وفاة جسيمة، كذلك الشروع بالإختطاف، والعبث بالأدلة، والمساهمة في الاعتداء على قاصر. اعترف اثنان من المشتبه بهم بالذنب في محكمة الولاية. وفي 29 يونيو، 2018، أقرت ميشيل مارتنز بالذنب في تهمة واحدة تتعلق بإساءة معاملة الأطفال مما أدى إلى الوفاة.  في نفس اليوم، أعلنت إدارة شرطة البوكركي أنه يتم البحث عن مشتبه به رابع مجهول الهوية فيما يتعلق بالقضية بناءً على أدلة الحمض النووي التي عُثر عليها من مكان الحادث.

## الخلفية
ولدت فيكتوريا مارتنز بتاريخ 23 أغسطس 2006، في البوكركي في ولاية نيو مكسيكو.  حيث كانت طالبة في مدرسة بتروغليف الابتدائية في البوكركي. لم يكن لدى والدتها، ميشيل مارتنز، سجل إجرامي في ولاية نيو مكسيكو،    لكنها أخبرت المحققين في وقت لاحق أنها كانت تسعى للبحث عن رجال عبر الإنترنت للانخراط في أعمال جنسية مع طفليها، بما في ذلك فكتوريا ابنتها. بينما زُعم بأنها كانت تبحث عن شهوة التلصص.    سبق أن تلقت إدارة الأطفال والشباب والأسر في نيو مكسيكو (CYFD)، الواقعة في عاصمة الولاية، سانتا في، خمس مكالمات هاتفية فيما يتعلق بأسرة مارتنز، معظمها من ميشيل مارتنز نفسها، ابتداء من عام 2015.  تزعم ميشيل مارتنز أنها قابلت فابيان جونزاليس في خدمة المواعدة عبر الإنترنت PlentyOfFish ، قبل شهر من الجريمة. ويذكر أنه تم إطلاق سراح جيسيكا كيلي من السجن قبل أربعة أيام فقط من ارتكاب الجريمة.

## ظروف الموت
وفقا للمحققين، رأى شهود عيان جيسيكا كيلي تحمل فيكتوريا مارتنز إلى الشقة حوالي الساعة 10 مساء في 23 أغسطس. في وقت لاحق من تلك الليلة، أبلغ الجيران عن سماع صراخ قادم من الشقة. وبعد فترة وجيزة، وحوالي الساعة 4:30 من اليوم التالي، غادرت ميشيل مارتنز وفابيان جونزاليس الشقة، وأخبر الجيران أن كيلي هاجمتهم بالحديد.  بعد الرد على المكالمة 9-1-1، دخلت الشرطة المبنى السكني من الطابق الثاني حيث رأوا الدخان يتصاعد من خلف باب الحمام المغلق. عند فتح الباب، اكتشف الضباط جثة فيكتوريا مارتنز مقطعة إلى أجزاء وملفوفة ببطانية محترقة.    ثم أعلنت وفاة الطفلة في مكان الحادث. وكشف تشريح الجثة أنها تعرضت للاعتداء الجنسي، وخُنقت حتى الموت، ثم طعنت ومزقت.  ثم تم إشعال النار في جسدها.  تم إعطاء مارتنز الكحول والميثامفيتامين قبل وفاتها، حسب والدتها، من أجل «تهدئتها حتى يتمكن فابيان جونزاليس وجيسيكا كيلي من ممارسة الجنس معها».   أقرّ المحققون بوفاة فيكتوريا مارتنز بين 7:45 و 8:30 مساء يوم 23 أغسطس، بعد أن احتفلت الطفلة بعيد ميلادها العاشر.

## التحقيقات والمحاكمات
تم إلقاء القبض على ميشيل مارتنز وفابيان جونزاليس وجيسيكا كيلي واتُهموا بقتل فيكتوريا مارتنز. تم احتجاز المشتبه بهم الثلاثة بكفالة سند نقدي قيمته مليون دولار أمريكي. تم استدعاء مارتنز وجونزاليس وكيلي بتاريخ 16 سبتمبر 2016. في البداية شارك المدعى عام في القضية، طلب المدعون العامون من المحكمة بمحاكمة مارتنز وجونزاليس وكيلي في محاكمات جنائية منفصلة. تم منح الاقتراح في يونيو 2017. وقد اعترف المشتبه بهم بالذنب. في 14 أغسطس 2017، قرر القاضي تشارلز براون محاكمة ميشيل مارتنز أولاً في 30 يوليو 2018. وسيكون جونزاليس في المركز الثاني في أكتوبر 2018 ثم تحاكم كيلي في يناير 2019.
في 29 يونيو 2018، أعلن المحامي في مقاطعة بيرناليلو، راؤول توريز، أن ميشيل مارتنز قبلت التهمة الموجهة إليها وكانت واحدة تتعلق بإساءة معاملة الأطفال مما أدى إلى الوفاة. وقال توريز في مؤتمر صحفي إن معظم التفاصيل المتعلقة بالقضية «ببساطة غير صحيحة». خلال المؤتمر، أعلنت إدارة شرطة البوكركي أنه تم البحث عن مشتبه به رابع مجهول الهوية فيما يتعلق بوفاة فيكتوريا مارتنز بناءً على أدلة الحمض النووي غير المعروفة التي تم العثور عليها من مكان الحادث. وفقا لتوريز:
- 4:25 مساءً: تنطلق فيكتوريا مارتنز من الحافلة وتعود إلى المنزل. ميشيل وفابيان ليسا حاضرين في هذا الوقت.
- 5:07 مساءً: تعود ميشيل وفابيان إلى الشقة.
- 6:05 مساءً: تذهب فيكتوريا إلى محطة الوقود مع فابيان.
- 6:15 إلى 6:20 مساءً: تعود فكتوريا وفابيان إلى الشقة.
- 6:30 مساءً: تغادر ميشيل وفابيان وتذهب إلى بارادايس هيلز.
- 7:02 مساءً: ميشيل وفابيان يعودان إلى الشقة.
- 7:05 مساءً: يتم رؤية فيكتوريا على قيد الحياة من قبل الجيران.
- 7:06 مساءً: تغادر ميشيل وفابيان مرة أخرى.
- 7:38 مساءً: تقع ميشيل وفابيان بالقرب من شارع ريو برافو وجادة كورس.
- 7:59 مساءً: شوهدت ميشيل وفابيان بالقرب من Five Points وجسر بوليفارد.
- 8:47 مساءً: ميشيل وفابيان يصلان إلى الشقة.
- 8:48 مساءً: يقول شهود العيان إن جثة فكتوريا شوهدت وهي تُنقل خارج الشقة.[2] [ا]

وقال توريز إن هذا يثبت أن مارتينز وجونزاليس لم يكونا حاضرين عندما وقعت جريمة القتل والإغتصاب. بعد ذلك، أعلن توريز عن إسقاط تسع من التهم الموجهة إلى فابيان غونزاليس، بما في ذلك القتل من الدرجة الثانية والاعتداء الجنسي. لا يزال جونزاليس يواجه سلسلة من التهم، بما في ذلك إساءة معاملة الأطفال المؤدية إلى الوفاة، والتلاعب بالأدلة التي أدين بها. يُعتقد أن ميشيل مارتنز اعترفت زوراً بالمشاركة النشطة في جريمة القتل. حُكم على مارتنز بالسجن 12 عامًا.

### تحقيق داخلي لإدارة شرطة البوكركي
في 4 أغسطس 2017، ذكرت مجلة البوكركي أن تحقيقًا أجرته وكالة مراقبة الشرطة المدنية (CPOA) حيث وجد أن المتحدث باسم إدارة شرطة البوكركي «كذب» على الصحيفة حول رد قسم الشرطة على إحالة موظفين في وكالة إدارة الأطفال والشباب والعائلات في نيو مكسيكو (CYFD) بخصوص فيكتوريا مارتنز قبل وفاتها.  وفي ديسمبر / كانون الأول 2016، أبلغ رقيب وقائد وحدة الجرائم ضد الأطفال موظفي قيادة الشرطة، بمن فيهم رئيس الشرطة جوردن إيدن وضابط المتحدث باسم الوزارة، أن شرطة البوكيرك تلقت إحالات من الوكالة (CYFD) حول مارتنز لكنها لم تحقق. 
في أواخر يناير 2017، قال متحدثان باسم الشرطة لصحيفة البوكركي جورنال إن الضباط قاموا بالتحقيق في الإحالات وذكروا أن المقابلات مع فيكتوريا مارتنز وأمها قد أجريت؛ ومع ذلك، فقد تم الكشف عن ذلك من خلال التحقيق الكاذب. في يوليو 2017، اكتشف تحقيق وكالة CPOA أن أحد المتحدثين الرسميين بالشرطة كان يحمل معلومات صحيحة عن القضية، لكنه اختلق التفاصيل في تصريحات يناير التي قُدمت إلى صحيفة البوكيرك جورنال.  صوتت وكالة مراقبة الشرطة المدنية في البوكركي على تعليق الضابط لمدة أسبوعين منذ عزله من مهام المتحدث الرسمي. ومع ذلك، عدل هذا إلى تعليق لمدة يوم واحد بحجة أنه لا يوجد دليل على أن الضابط «كذب عمدا». بسبب الخلاف، ستتم مراجعة القضية بعد ذلك بواسطة مراقب مستقل يشرف على إصلاح قسم شرطة البوكركي.

## التفاعل
وصف رئيس الشرطة جوردن إيدن من قسم شرطة البوكركي عملية القتل بأنها «أكثر أعمال الشر بشاعة التي رأيتها في حياتي المهنية». دعت المحافظ سوزانا مارتينيز لإجراء تحقيق فيدرالي في مقتل مارتنز. آنذاك علٌق العمدة ريتشارد بيري بالتغريد: «نحن نحزن لمقتل الجميلة ذات 10 سنوات فكتوريا مارتنز. امنح أطفالك المزيد من العناق الليلة، justiceForVictoria#».
أقيم ذكرى عيد ميلاد فكتوريا مارتنز في 29 أغسطس 2016. بعد شهرين، في 29 أكتوبر، أقيمت جنازة عامة لمارتنز. 
اهتزت مدينة إلبوكركي بهذه الجريمة البشعة حسب وصف أهالي المنطقة والمدينة بأكملها، الأهالي والمدرسة والجيران لم يتوانوا عن التقديم التعازي والزهور حول النصب التذكاري للطفلة، وفي أغسطس 2017 أقام أجداد فيكتوريا مارتنز دعوى قضائية للأم بالقتل غير المشروع في المحكمة المحلية الثانية في مدينة البوكركي. ودعوى بحق بعض ضباط الشرطة، حيث زعمت الدعوى أن الشرطة أخفقوا في التحقيق مع أحد أصدقاء ميشيل مارتنز الذي شوهد بتقبيل فكتوريا، وهو الإهمال الذي أدى إلى قتلها. وقالت الدعوى إن مدينة البوكركي «كان لديها في الواقع سياسات وممارسات وعادات تغاضت عن السلوك غير القانوني الذي قامت به (الشرطة البوكركي) للمتهمين الأفراد، وكانت سببًا مباشرًا وسريعًا» لمقتل فكتوريا. تسعى الدعوى إلى تغيير السياسة المدينة وتعويض عائلة مارتنز.